# Сулфасалазин
Сулфасалазин (Azulfidine®, ®) је лек са истовременим антибиотским (антибактеријским) и антиинфламаторним (антизапаљењским) дејством.

## Историјат
Сулфасалазин је откривен 1930. на Каролинском институту у Стокхолму.
Како се у то време сматрало да је реуматоидни артритис изазван бактеријском инфекцијом, започело се са применом сулфасалазин у лечењу запаљења зглобова, због његовог антибактериског и антизапаљењског дејства.
Деценијама се примењивао у лечењу реуматских болести, све док научно није доказано да реуматоидни артритис није болест изазвана инфекцијом.
Данас се сулфасалазин углавном користе за лечење хроничних запаљења црева (ентеропатија), мада га поједини лекари и даље користе за лечење неких облика артритиса.

## Фармакологија
- Сулфасалазин је комбинација; аминосалицилне киселине (АСК) и сулфапиридина.
- Сулфасалазин се примењује перорално (преко устију гутањем), у дози;
- од 1-4 дана, 0,5-1 грам у једној дози увече или у две једнаке дозе ујутру и увече,
- од 5-8 дана, доза се повећава за 0,5 грама,
- од 9 дана, доза се повећава на 2 грама дневно, што је пуна терапијска доза и дели се у две једнаке дозе.
- Апсорпција лека се одвија у танком цреву. Након које концентрација лека у крви достиже максималну вредност након 5 часова.
- Полуживот лека је 9 часова.
- Највећи део лека доспелог у крв разлаже се у јетри, након чега се елиминише мокраћом из организма
- Биолошка употребљивост лека је 10-25%.
- Највећа количина лека прелази у непромењеном облику у дебело црево у коме је његова апсорпција јако мала, те се највећи део елиминише столицом (фецесом). Зато је сулфасалазин ефикасан у лечењу запаљењских промена у дебелом цреву (улцерозни колитис).
- На основу многих истраживања закључено је да сулфасалазин има вишеструку фармаколошку активност у модулирању имунске и антизапаљењске реакције у организму.[5]
- Сулфасалазин нема негативан ефекат на мушке полне органе и његову репродуктивну способност, али може у одређеном периоду лечења, смањити број сперматозоида и утицати на њихову покретљивост. Зато је могуће да болесник за време терапије сулфасалазином нема порода, па се препоручује да три месеца пре планирања оплодње болесник обустави употребу сулфасалазина.[6]
- Сулфасалазин нема тератогени учинак, па га могу користити труднице и дојиље. Jarnerot и Into-Malmberg (1979) утврдили су у својој студији спроведеној код 12 мајки, које су дојиле своју новорођену децу и истовремено лечене сулфасалазином, да овај лек нема негативан утицај на новорођенче. Резултати су показали да се сулфасалазин излучује само у ограниченој мери у мајчином млеку (око 40% од концентрације у серуму, која је само 10-25% од укупно ресорбоване количине у цревима). На основу ове студије аутор је закључио, да је лечење сулфасалазином током дојења безбедно за дете.[5][7]

## Терапијске индикације

### Реуматске болести
- Реуматоидни артритис
- Анкилозирајући спондилитис
- Псоријазни артритис
- Реитерова болест
- Јувенилни хронични артритис

Сулфасалазин код реуматских болести испољава свој учинак тек након 2-4 месеца терапије.

### Болести црева
- Улцерозни колитис, лакши и тежи облици.
- Кронова болест

Познато је да болести црева, често иду руку под руку уз промене у зглобовима и кичми, али и артритис са разним облицима колитиса. Тако се дешава да болесници који су били лечени због запаљења црева сулфасалазином, изјављују да су им изненада, уз побољшање цревних симптома нестали и њихови заједнички болови у цревима, леђима и зглобовима уз значајно смањење отока зглобова.

## Нежељена дејства
Око 75% нежељених дејстава након примене сулфасалазина, јавља се у прва 3 месеца терапије у виду;
- мучнине,
- повраћања
- болова у трбуху,
- губитка апетита,
- оштећења јетре (код већих доза)
- хематолошких промена (леукопенија, тромбоцитопенија),
- оштећења бубрега (протеинурија, хематурија, кристалурија).

### Контраиндикације
- Преосетљивост на сулфонамиде и салицилате.
- Дефицит глукоза-6-фосфат дехидрогенезе.
- Акутна интермитентна порфирија